# Westkapelle (Zélande)
Pour les articles homonymes, voir Westkapelle.
Westkapelle (en zélandais, Wasschappel) est une ville de la commune néerlandaise de Veere, en Zélande, sur l'ancienne île de Walcheren. Au 1er janvier 2006, la ville comptait 2657 habitants. Westkapelle est le point le plus occidental de Walcheren.
Westkapelle est notamment connue pour son phare qui se dresse à l'entrée de la ville. Il s'agit du clocher d'une église qui été détruite par un incendie au XVIIIe siècle. Au XIXe siècle, un feu a été ajouté à son sommet pour le transformer en phare.
Westkapelle a été une commune autonome de 1816 à 1997, date à laquelle elle a été rattachée à Veere. La commune de Westkapelle avait été créée le 1er janvier 1816 par la fusion de Westkapelle-Binnen (Westkapelle intra muros) et Westkapelle-Buiten en Sirpoppekerke (la campagne de Westkapelle et le village de Sirpoppekerke).

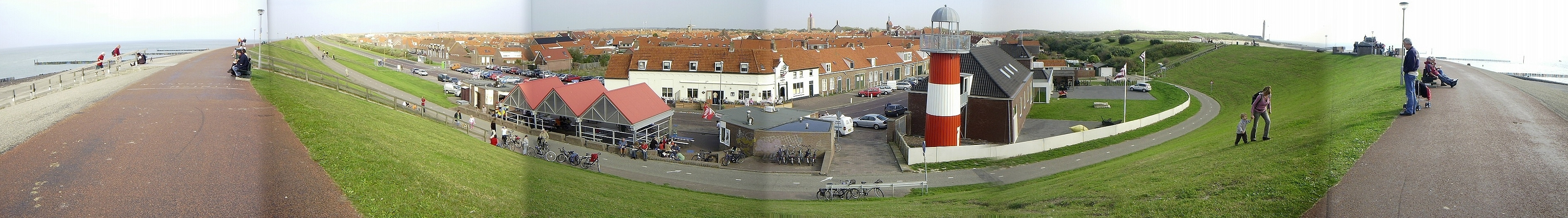
Panoramique de Westkapelle, depuis la digue.

## Seconde Guerre mondiale

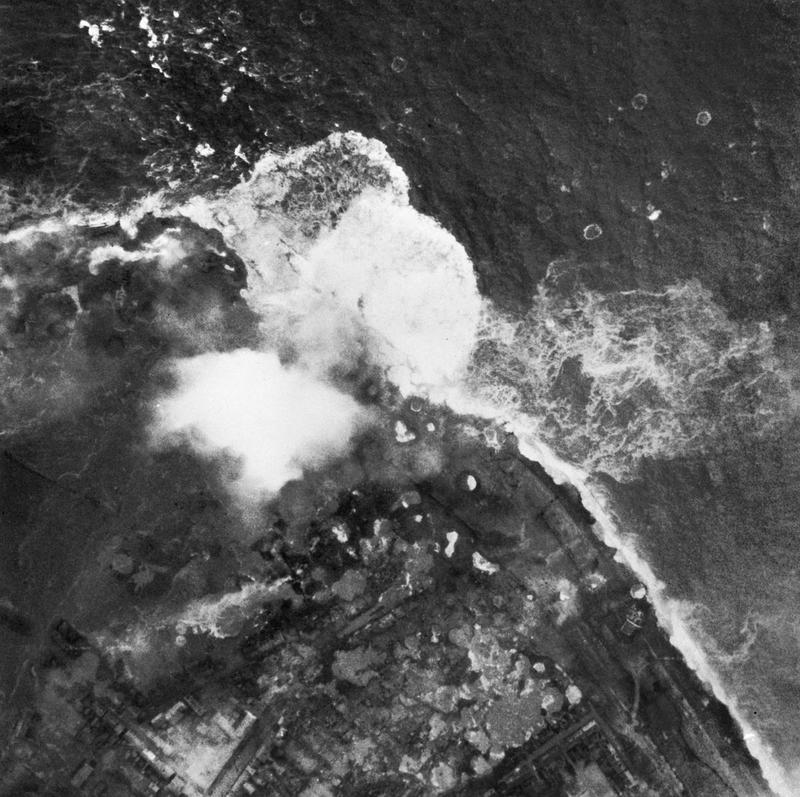
Photographie aérienne des bombardements du 3 octobre 1944.

Le 3 octobre 1944, la digue au sud de la ville est détruite par des bombardiers britanniques (cet événement est toujours connu à Westkapelle sous le nom de 't Bombardement) pour inonder Walcheren afin de faciliter la libération. 180 habitants de Westkapelle ont été tués dans le bombardement ; la ville a été totalement rayée de la carte par les bombes et l'invasion de la mer. Les troupes alliées ont débarqué le 1er novembre dans les espaces laissés libres dans la digue. Il ne restait alors que six personnes dans la ville, les autres survivants ayant été évacués dans les villages environnants. Il a fallu attendre le 12 octobre 1945, soit presque un an après, pour refermer la digue.
L'une des traces les plus visibles de la Seconde Guerre mondiale est le lac formé par l'inondation qui a suivi le bombardement de la digue. Comme il restait de l'eau de mer après la reconstruction de la digue, l'eau du lac est saumâtre et non pas douce. Les tombes des victimes des bombardements, disposées en demi-cercle, est un autre rappel de la guerre. Un char Scherman témoigne, en revanche, de la libération de la ville.

## Surnoms
Westkapelle était pendant longtemps une communauté très fermée, bien que ce soit moins le cas aujourd'hui à cause du tourisme et des « imports » (nom donné aux nouveaux habitants venant d'autres parties des Pays-Bas). Cela se voit bien avec le nombre relativement limité de noms de famille de la ville ; de plus, l'usage voulant que l'on donne aux enfants le prénom d'un grand-parent, d'un oncle ou d'une tante, beaucoup de personnes ont exactement le même nom.
Pour éviter les confusions, les surnoms sont encore utilisés au quotidien. Ils peuvent varier énormément, s'attacher à une seule personne ou parfois une famille entière et souvent un ensemble des deux. Le surnom peut dériver du vrai nom de la personne, référer à l'un des parents (parfois jusqu'à plusieurs générations en arrière) et/ou avoir des origines tout à fait différentes. La combinaison de plusieurs de ces facteurs est courante. Les étrangers à cette coutume peuvent éprouver quelques difficultés puisque, souvent, la personne n'est connue que sous son prénom et se rappeler son vrai nom peut demander un peu d'effort.
Pour des affaires plus officielles, la première initiale du prénom du père est souvent ajouté à la suite du vrai nom d'une personne, elle-même suivie d'un z ou d'un d (pour zoon et dochter, fils et fille en néerlandais). Par exemple, le nom Johanna Minderhoud Hd indique que Johanna est la fille de H. Minderhoud. Cela est souvent utilisé pour les nécrologies.

## Galerie

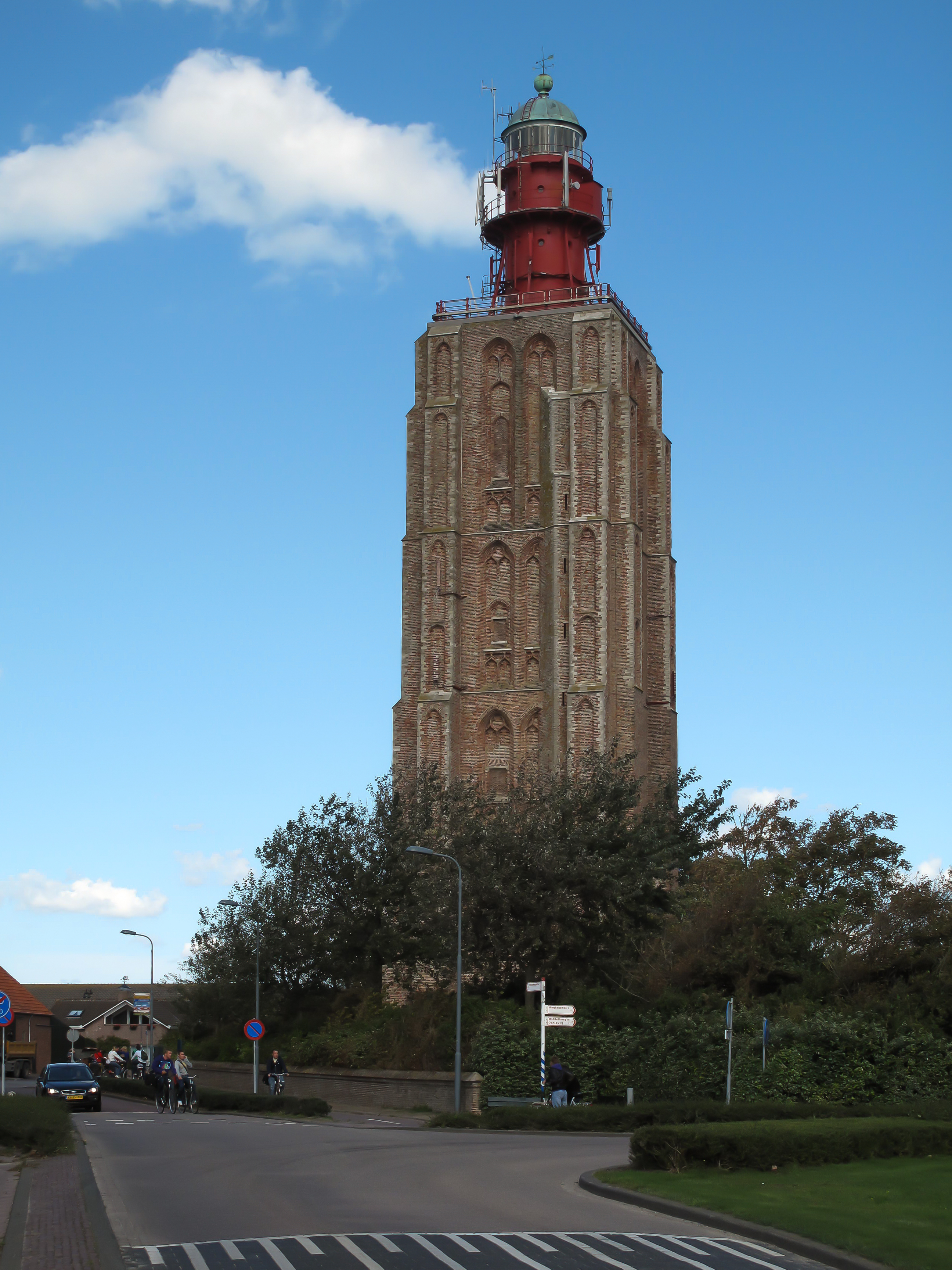
Phare de Westkapelle
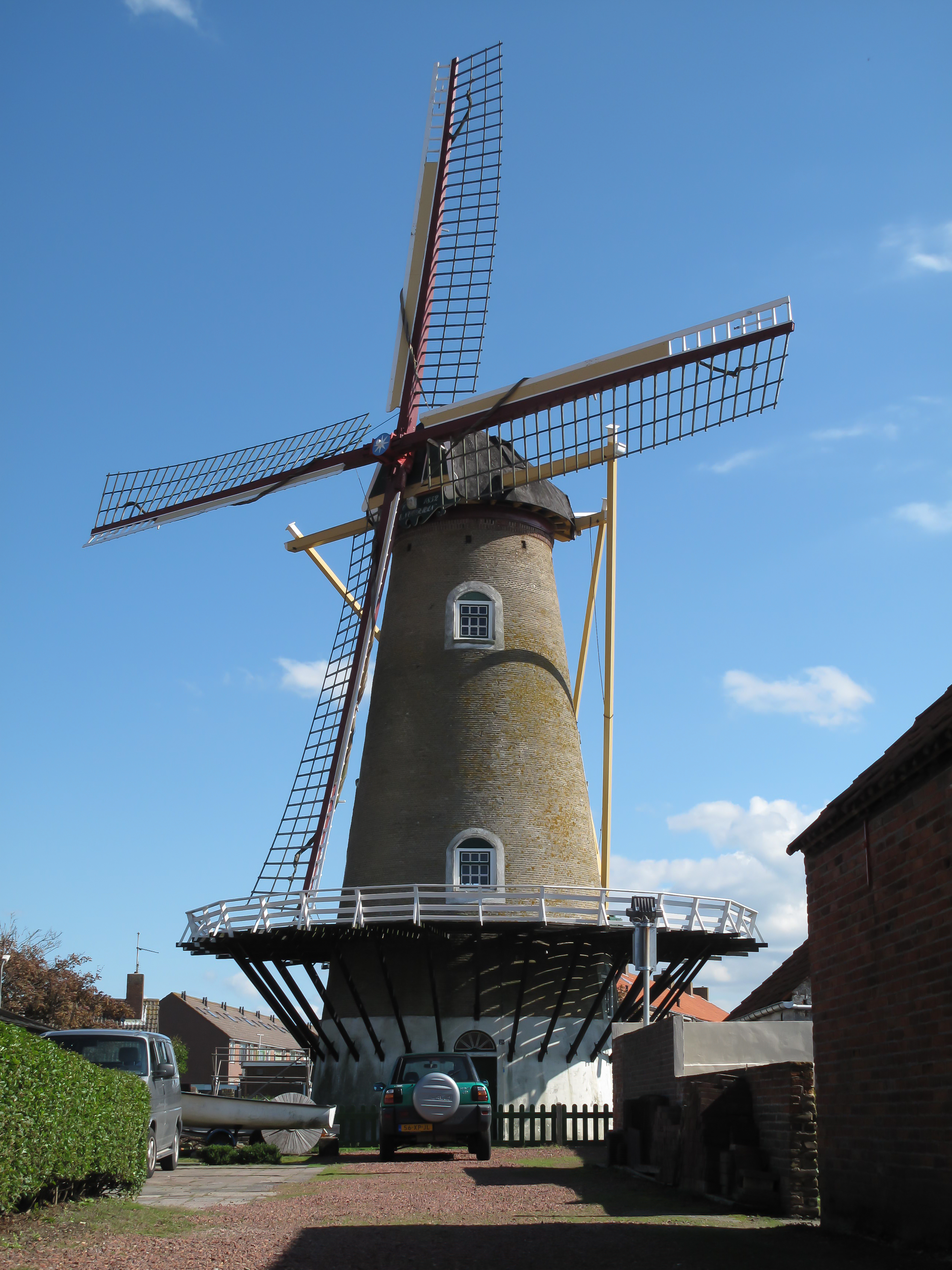
Westkapelle, moulin: molen de Noorman
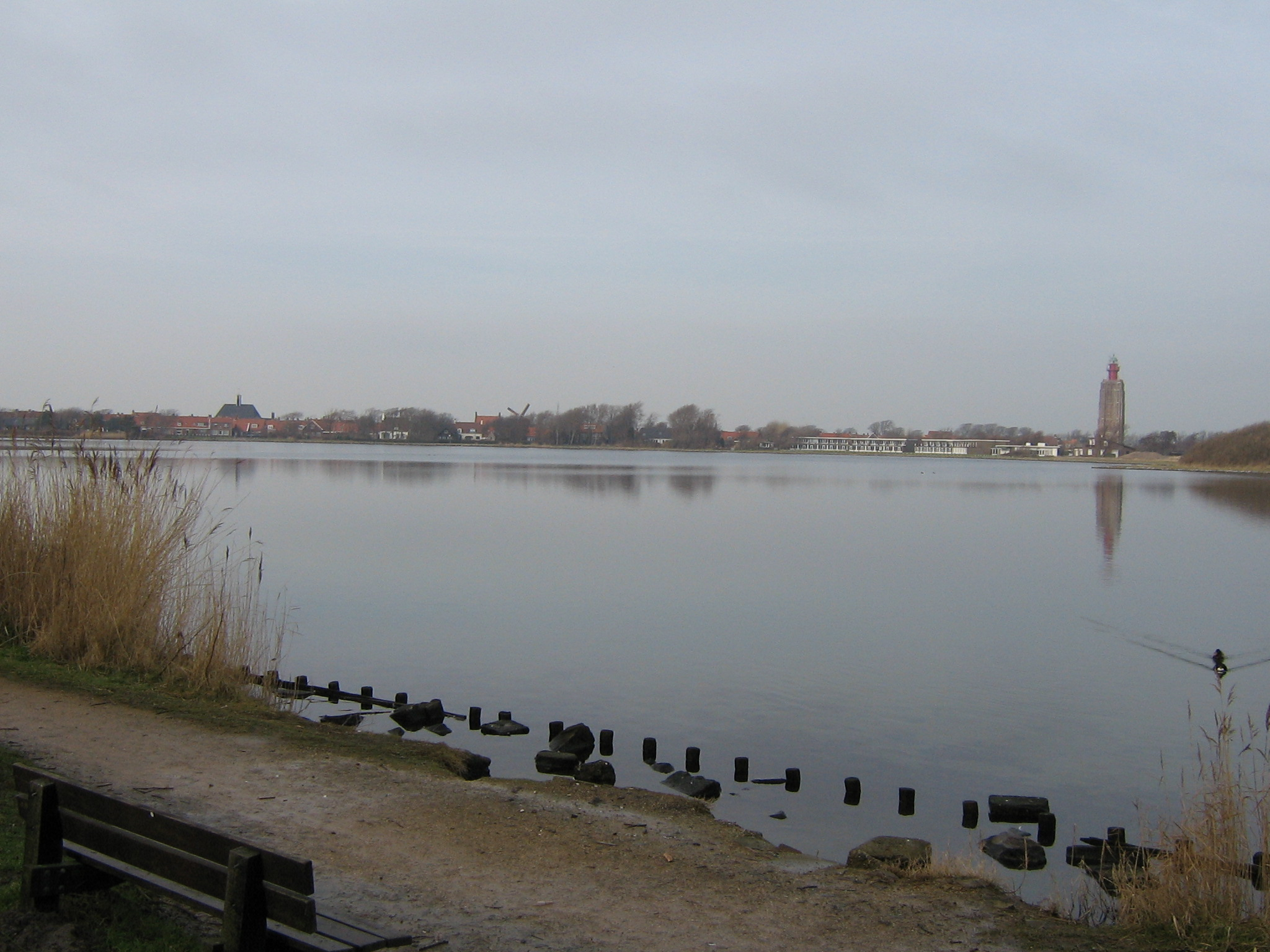
Westkapelle, depuis l'étang
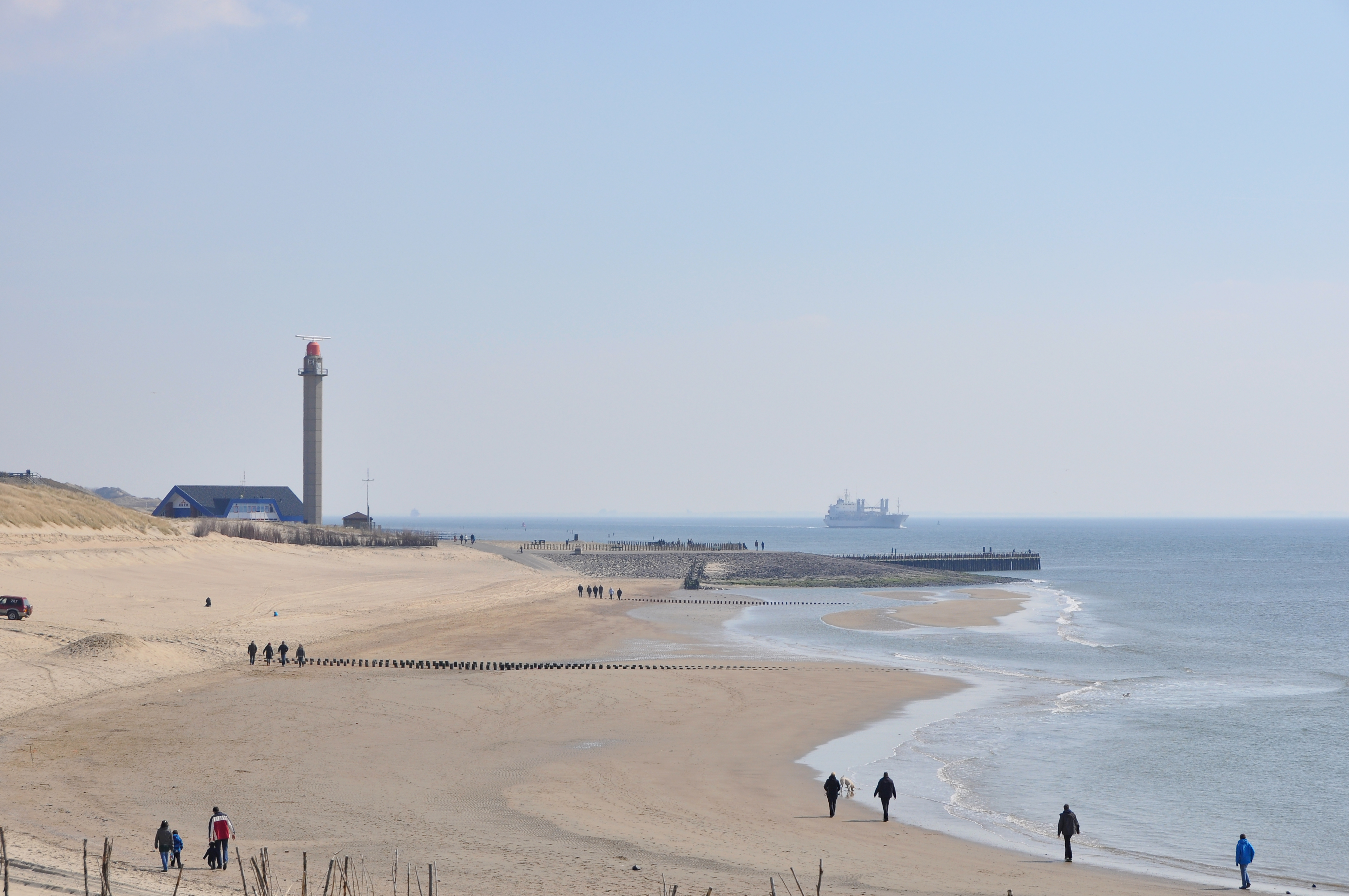
La plage